# Беверен, Шарль ван
Ша́рль ван Бе́верен (нидерл. и фр. Charles van Beveren; 6 апреля 1809, Мехелен — 16 сентября 1850, Амстердам) — нидерландский художник.

## Биография
Родился в Мехелене 6 апреля 1809 года. Обучался основам живописи в художественных академиях Мехелена, затем Антверпена. С 1830 года проживал в Амстердаме. Посетил Париж, Рим и другие итальянские города. Стал известен как автор исторических и жанровых картин и портретов. С 5 апреля 1850 года был членом-корреспондентом Королевской академия наук и искусств Нидерландов. Скончался в Амстердаме 16 сентября 1850 года.

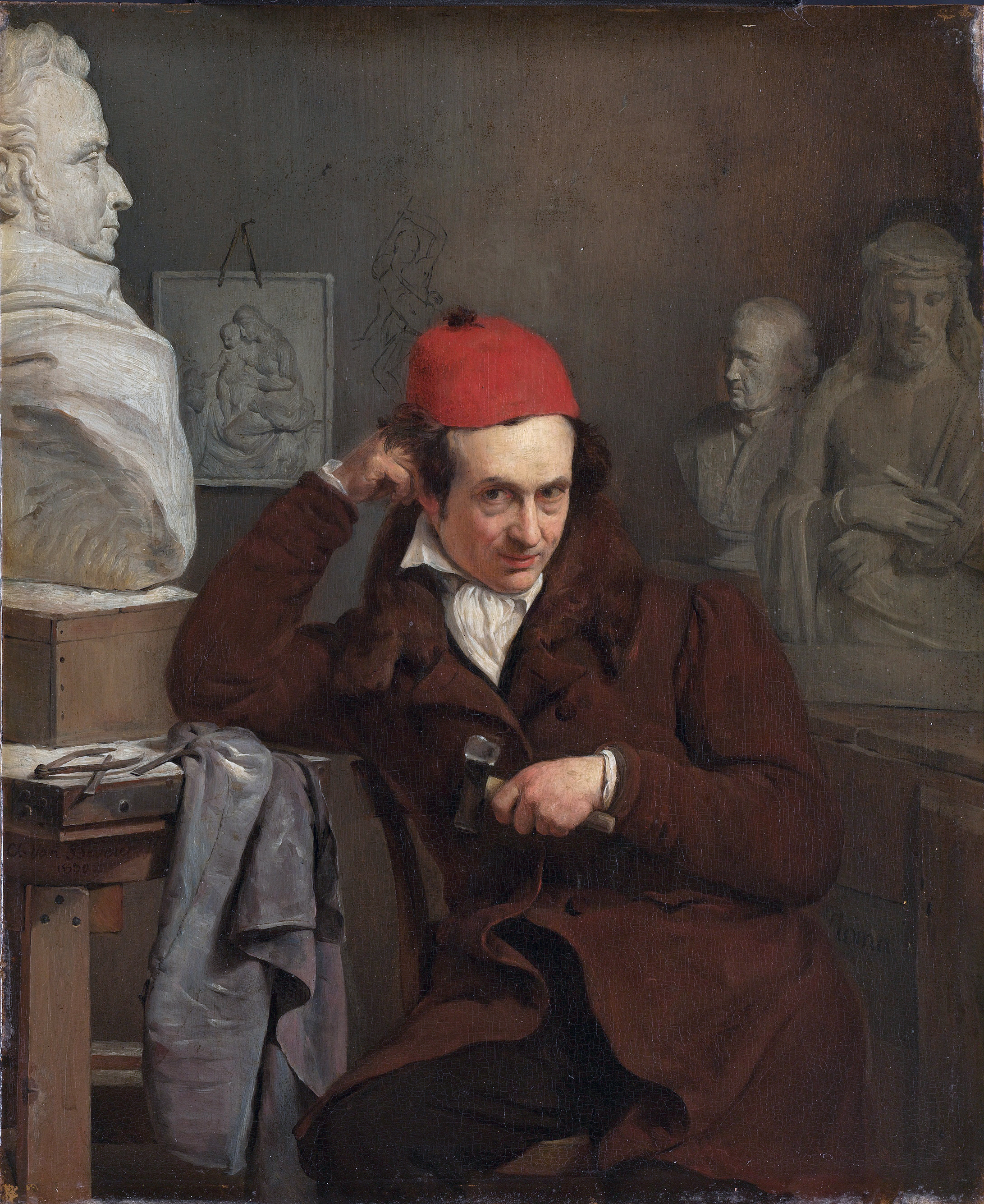
Портрет скульптора Луи Руайе[англ.], 1830
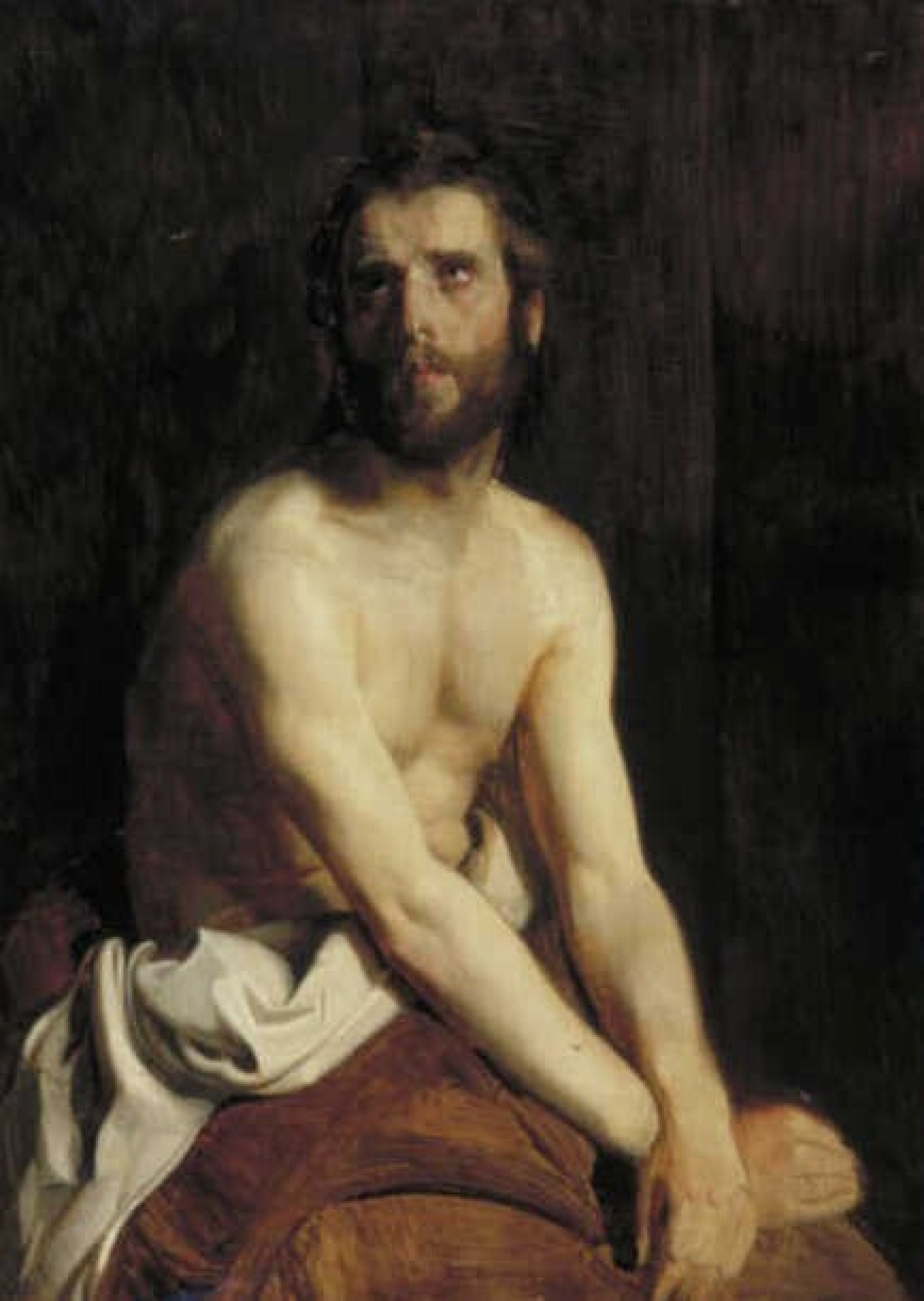
Ecce Homo, между 1845 и 1850
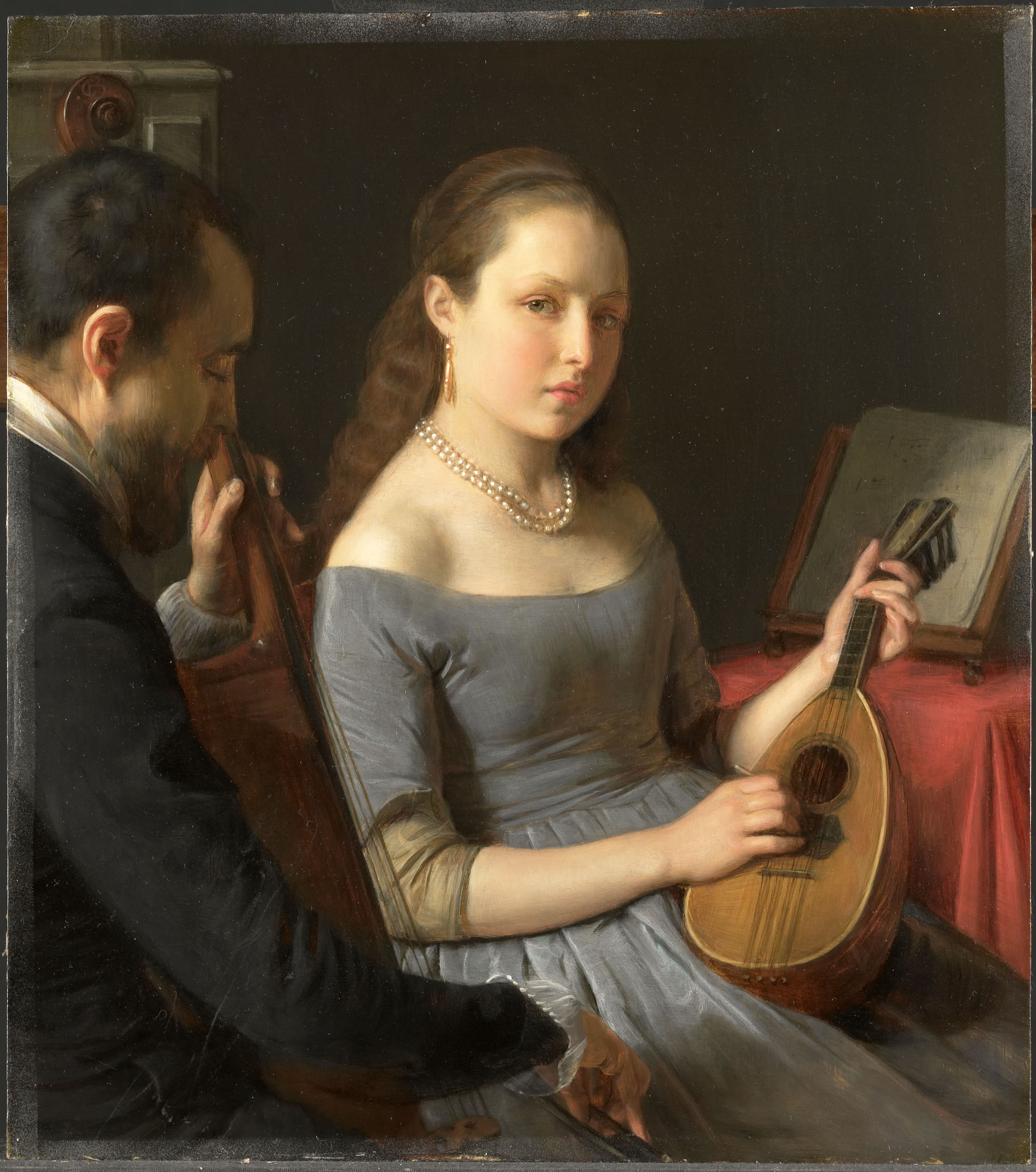
Дуэт, 1850
Арфистка
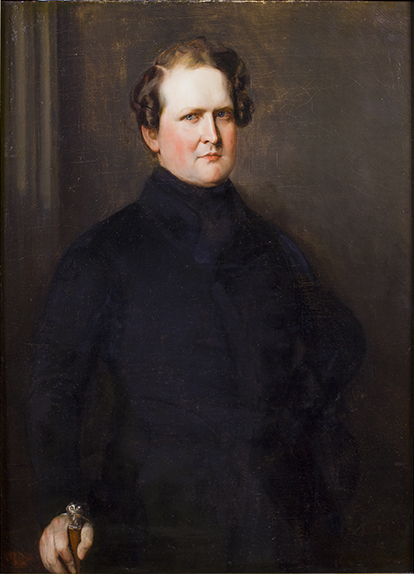
Портрет Джона Ватерлоо Вильсона